# Caliber
Caliber (ou Калибр en russe) est un jeu vidéo de tir coopératif et free-to-play développé par le studio russe 1C Game Studio et édité par Wargaming. Il est sorti le 12 avril 2023. 

## Synopsis
Le jeu met en compétition des équipes composées d'opérateurs des forces spéciales qui doivent accomplir une série de missions à haut risque.   

## Système de jeu
Caliber est un jeu vidéo de tir coopératif et compétitif en vue à la troisième personne. Les équipes sont constituées d'opérateurs des forces spéciales composées de quatre membres ayant chacun leur spécialité et dotés de capacités spécifiques. Le spécialiste Assaut est logiquement doté d'un fusil d'assaut avec lance-grenades, le Médic d'un pistolet-mitrailleur, l'Appui d'une mitrailleuse légère et le Tireur de précision d'un fusil de précision. Chaque spécialiste dispose d'une capacité spécifique qu'il peut utiliser pour aider son équipe, comme le déploiement de trousses de soin pour le Médic.   
Le jeu comprend de nombreux modes de jeu comme des missions scénarisées contre des ennemis contrôlés par l'intelligence artificielle ou des parties joueurs contre joueurs. Chaque mission permet d'engranger des points d'expérience pour l'opérateur du joueur et améliorer ses capacités et ses  aptitudes : davantage de munitions, rechargement plus rapide de la capacité spécifique, etc. En outre, des points appelés Credits permettent au joueurs de débloquer de nouveaux opérateurs.  
Régulièrement, le joueur a également la possibilité d'acheter un battlepass permettant de débloquer du contenu bonus et d'accélérer sa progression dans le jeu. La boutique du jeu permet également d'acheter du contenu cosmétique ou des devises pour débloquer plus rapidement des éléments.    

## Contenu du jeu
Le contenu de Caliber s'enrichit progressivement à mesure des développements du studio. Néanmoins, le contenu de base du jeu est articulé autour d'une série de modes de jeu et d'opérateur dotés d'équipements et de capacités spécifiques.   
En septembre 2023, le jeu propose dix-sept unités différentes. Chez les Russes, on compte les groupes Vympel, Alpha, le SSO et le 22SPN. Les autres unités sont le SSO RB (Biélorussie), le GROM (Pologne), le KSK (Allemagne), les SEAL et le Cultural Support Team (États-Unis), le TFB (Grande-Bretagne), le RAID (France), le Nesher (Israël), l'EZAPAC (Espagne), le BOPE (Brésil), l'AMF (Suède), le Jialolong (Chine) et Arystan (Kazakhstan). Pour les joueurs débutants, il existe également l'unité Recrue dont tous les opérateurs sont déjà débloqués mais dont les capacités sont plus limitées .  
Caliber propose trois modes de jeu principaux : joueurs contre joueurs, joueurs contre l'IA ou des équipes mélangeant joueurs et bots contrôlés par l'IA.    
En joueurs contre joueurs, le mode Showdown oppose deux équipes de quatre opérateurs qui doivent capturer une position neutre. La partie peut également être remportée en anéantissant l'équipe adverse. Le mode Hacking voit une équipe défendre un serveur informatique alors que l'autre équipe doit en extraire des données avec un outil de piratage qui apparaît sur la carte.    
Dans le cas de joueurs contre l'intelligence artificielle, le mode Clearing demande à une équipe de quatre opérateurs d'entièrement éliminer des vagues ennemies dans un temps imparti. Certains ennemis sont des combattants plus puissants et expérimentés que les autres et se révèlent plus difficile à battre. Le Special Operation ressemble à Showdonwn, mais les ennemis y sont plus efficaces et certains chefs ennemis peuvent améliorer les capacités de leurs hommes. Enfin, Onslaught demande aux quatre opérateurs de remplir une série de tâches (pirater un ordinateur, escorter un robot, désamorcer un explosif, repousser des renforts ennemis...) avant d'évacuer la zone.     
Dans les modes mêlant joueurs humains et bots, Frontline demande aux équipes d'accumuler des points jusqu'à la victoire. Les points peuvent être acquis en s'emparant d'une zone, en rapportant une mallette de documents de la zone ennemie jusqu'à son camp ou en éliminant les joueurs adverses.

## Développement
Le studio 1C Game a été fondé en décembre 2012 et s'est illustré en 2014 avec la série des Il-2 Sturmovik qui en 2023 continue de recevoir de nouveaux développements.  
En janvier 2015, le studio commence à travailler sur le développement de Caliber et la première bêta est mise en ligne en décembre 2019. Le jeu est sorti officiellement le 12 avril 2023. 
Depuis sa sortie, Caliber a reçu plusieurs ajouts, correctifs et améliorations comme de nouvelles cinématiques de nouvelles unités comme le BOPE brésilien qui n'était pas dans le jeu d'origine et de nouvelles missions. 
En avril 2024, une importante mise à jour intègre la vue à la première personne.  